# Zonulina
La zonulina, proteina correlata all'Aptoglobina, modula la permeabilità delle giunzioni strette tra le cellule della parete del tubo digerente.
È stata scoperta nel 2000 da Alessio Fasano e il suo team presso l'Università del Maryland School of Medicine. È l'analoga nel mammifero della zonula occludens toxin, secreta dal Vibrio cholerae ed è stata implicata nella patogenesi della malattia celiaca e del diabete mellito di tipo 1.
La gliadina (glicoproteina presente nel frumento) attiva la zonulina attraverso l'espressione genetica dell'autoimmunità, inducendo un aumento della permeabilità intestinale per macromolecole.
La Zonula occludens toxin è in fase di studio come coadiuvante per migliorare l'assorbimento di farmaci e vaccini. Nel 2014 un antagonista del recettore zonulina, il larazotide acetato (precedentemente noto come AT-1001), ha completato la fase 2b dello studio clinico dedicato.
Giovanni Barbara e un team di ricercatori dell'Università di Bologna hanno misurato i livelli ematici di zonulina in quattro gruppi di individui: quelli con malattia celiaca, quelli con sindrome dell'intestino irritabile caratterizzata da diarrea, quelli con auto-diagnosi di sensibilità al glutine e volontari sani.
I pazienti celiaci e con sensibilità al glutine evidenziano alti livelli di zonulina nel sangue. I pazienti affetti da sindrome dell'intestino irritabile (Irritable bowel syndrome- IBS) avevano livelli ematici elevati, ma meno della metà dei celiaci o degli individui sensibili al glutine. I volontari sani evidenziavano livelli ematici trascurabili di zonulina. I risultati sono stati presentati nel mese di ottobre del 2015 in un abstract al 23° United European Gastroenterology Week a Barcellona, Spagna.